# بيلي مكارتني
بيلي مكارتني (بالإنجليزية: Billy McCartney)‏ هو لاعب كرة قدم بريطاني في مركز الهجوم، ولد في 1 أغسطس 1947 في Newcraighall ‏ في المملكة المتحدة. لعب مع بورت فايل.